# Прахатице (окръг)
Окръг Прахатице (на чешки: Okres Prachatice) е един от 7-те окръга на Южночешкия край на Чехия. Административен център е едноименният град Прахатице. Площта на окръга е 1375,03 km², а населението по преброяване от 2016 г. – 50 738 жители (гъстотата на населението е 37 души на 1 km²). В окръга има 65 населени места, в това число 6 града и 4 места без право на самоуправление. Код по LAU 1 – CZ0315.

## География
Разположен е в югозападната част на края. Граничи с южночешките окръзи Страконице на север, Ческе Будейовице на изток и Чески Крумлов на югоизток и юг. Също така граничи на северозапад с окръг Клатови от Пилзенския край. Прахатице е чешкият окръг, който граничи едновременно с Германия и Австрия – западната му граница е държавната граница с Германия, а югозападната – тази с Австрия.

## Градове и население
Данни за 2009 г.:
| Град           | Население |
| -------------- | --------- |
| Прахатице      | 11 055    |
| Вимперк        | 7474      |
| Волари         | 3809      |
| Нетолице       | 2581      |
| Влахово Бржези | 1699      |
| Хусинец        | 1425      |

По данни за 2005 г.:
| Общо           | Жени             | Мъже             |
| -------------- | ---------------- | ---------------- |
| 51 558 (100 %) | 25 891 (50,22 %) | 25 667 (49,78 %) |

По данни за 2005 г.: Средна гъстота – 37 души на km²; 51,81 % от населението живее в градовете.

## Образование
По данни от 2003 г.:
| Вид училище                         | Брой училища |
| ----------------------------------- | ------------ |
| Детски градини                      | 31           |
| Начални училища                     | 29           |
| Гимназии                            | 2            |
| Средни училища и промишлени училища | 4            |
| Средни професионални училища        | 4            |
| Висши професионални училища         | 1            |

## Здравеопазване
По данни от 2003 г.:
| Лекари                                      | 157 |
| Болници                                     | 2   |
| Специализирани заведения за лечение и отдих | 2   |
| Зъболекари                                  | 24  |
| Аптеки                                      | 15  |

## Транспорт
През окръга преминава част от първокласните пътища (пътища от клас I) I/4, I/20 и I/39. Пътища от клас II в окръга са II/122, II/141, II/142, II/143, II/144, II/145, II/165, II/166, II/167, II/168, II/169, II/170 и II/171.

## Реки
Реки, протичащи през окръг Прахатице:
- Бланице
- Волинка
- Вълтава